# Medasina parallela
Medasina parallela là một loài bướm đêm trong họ Geometridae.